# The Nolly Awards
The Nolly Awards, conocida anteriormente como Nollywood Movies Awards, es una ceremonia de entrega de premios anual que busca honrar los logros sobresalientes de la industria cinematográfica nigeriana, conocida como Nollywood. La primera edición de los premios se celebró en la ciudad de Lagos el 2 de junio de 2012. En 2016 se cambió el nombre del certamen a The Nolly Awards y se celebró el 1 de mayo.

## Categorías destacadas
En la ceremonia se han entregado premios en las siguientes categorías:
- Mejor película
- Mejor actriz protagónica
- Mejor actor protagónico
- Mejor actriz de reparto
- Mejor actor de reparto
- Mejor película de la diáspora
- Mejor película de habla no inglesa
- Mejor actriz en una película de habla no inglesa
- Mejor actor en una película de habla no inglesa
- Mejor edición
- Mejor sonido
- Mejor director
- Mejor diseño de vestuario
- Mejor diseño de maquillaje
- Mejor banda sonora
- Mejor cortometraje
- Mejor actor infantil